# NGC 1063
NGC 1063 је спирална галаксија у сазвежђу Кит која се налази на NGC листи објеката дубоког неба.
Деклинација објекта је - 5° 34' 6" а ректасцензија 2h 42m 9,9s. Привидна величина (магнитуда) објекта NGC 1063 износи 13,8 а фотографска магнитуда 14,6. NGC 1063 је још познат и под ознакама MCG -1-7-36, IRAS 02396-0546, PGC 10232.